# Chlum (okres Třebíč)
Obec Chlum (německy Chlum) se nachází v okrese Třebíč v Kraji Vysočina na silnici 403 mezi obcemi Bransouze a Kouty. Žije zde 150 obyvatel.
Sousedními obcemi sídla jsou Kouty, Číchov, Brtnice, Červená Lhota, Bransouze, Radošov a Horní Smrčné.

## Geografie
Chlumem prochází z jihozápadu na východ silnice II/403 z Bransouz do Koutů, jižně ze zastavěného území obce vede užitková silnice do Číchova, severně pak kolem Pavlovského mlýna užitková silnice do Radošova. Ze silnice do Číchova na jižním okraji území obce západně vychází užitková silnice k Leštinskému mlýnu. Jižně podél řeky Jihlavy vede cesta podél koupaliště Bransouze k bývalému tvrzišti Bransouze. Severně ze silnice II/403 v údolí Jihlavy vede užitková silnice k mostu přes Jihlavu u Dolního Smrčného. Podél jižní hranice území obce vede cyklostezka Jihlava–Třebíč–Raabs, ta vede i podél západní hranice území obce v údolí řeky Jihlavy. Údolím Jihlavy vede také červená turistická trasa mezi Bransouzemi a Dolním Smrčným, z Dolního Smrčného pak vede podél severní hranice území v údolí Chlumského potoka modrá turistická trasa a z rozcestníku u koupaliště Bransouze vychází západně žlutá turistická stezka.  
Většina území obce je poměrně kopcovitá, ale přesto zemědělsky využívaná, na severním okraji území je zalesněné a poměrně prudké údolí Chlumského potoka, na západním okraji území obce je velmi prudké údolí řeky Jihlavy, prudké údolí se svažuje i k Leštinskému potoku na jihovýchodě území obce.
Severně od Radošova pramení Chlumský potok, ten posléze teče po severním okraji území obce západně a na severozápadním okraji území obce se vlévá do Jihlavy, do Chlumského potoka se vlévá několik nepojmenovaných potoků. Západní hranici území obce tvoří řeka Jihlava, na jižním okraji zastavěného území obce pramení nepojmenovaný potok, který hlubokým údolím teče do řeky Jihlavy. U Červené Lhoty pramení Leštinský potok, který posléze teče západně směrem k jihovýchodní hranici území obce a posléze kolem Leštinského mlýna, vlévá se do něj Koutský potok a nepojmenovaný potok, který tvoří východní hranici území obce, posléze teče jižně a u Číchova se vlévá do Jihlavy. 
Většina území obce je kopcovitá a vysoko položená, nejnižší část území obce se nachází u Leštinského mlýna, tam dosahuje přibližně 450 metrů nad mořem, nejvyšší body se nachází východně od zastavěného území obce, kde se nachází nepojmenované vrcholy s kótami 568 a 570 metrů. Západně od zastavěného území obce se nachází několik nepojmenovaných vrcholů s výškami kolem 500 metrů. Jižně od území obce se nachází vrchol Na Skalici (524 m), severně nad údolím Chlumského potoka se nachází další vrcholy. 
Na jihovýchodě území obce jsou pozůstatky tvrze Bransouze a osada Chaloupky, která těsně přiléhá k Bransouzům, na severozápadním okraji území obce se nachází samota Pavlovský mlýn. Na jihovýchodě území obce se pak nachází Leštinský mlýn a jihozápadně od zastavěného území obce se pak nachází osada Kantina. V údolí Chlumského potoka se nachází osamocené chaty, na jihozápadě území obce se nachází v údolí Jihlavy chatová osada.

## Historie

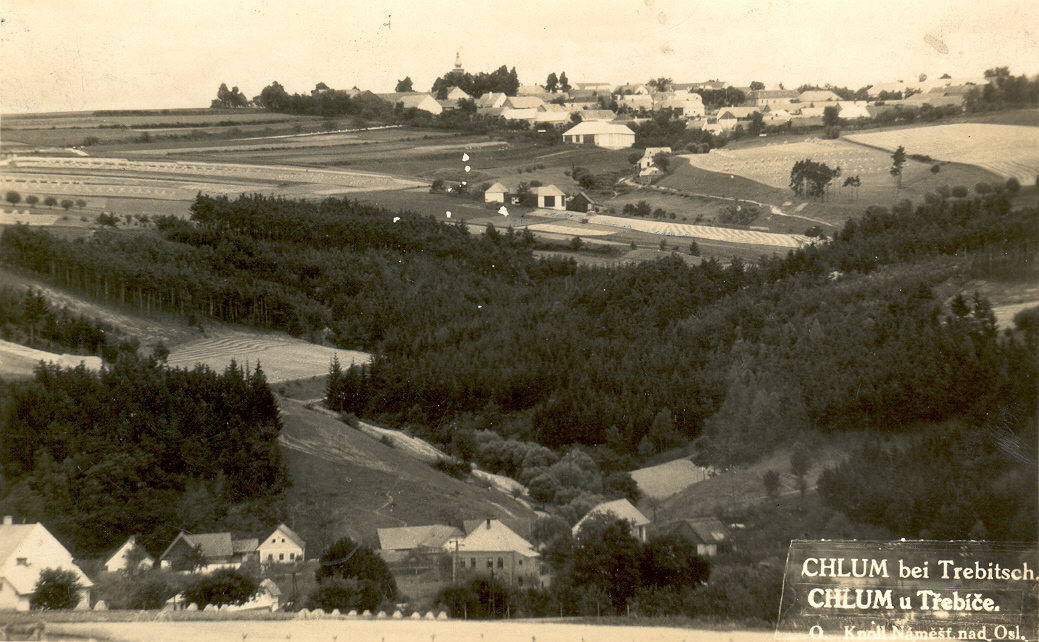
Pohled na Chlum a Číchov kolem roku 1910

První písemná zmínka o obci pochází z roku 1101, vesnice je zmíněna v zakládací listině kláštera v Třebíči. V roce 1453 opat Trojan po sporech v dobách husitských válek, kdy zabrali část Chlumu Valdštejnové, prodal zbytek vsi Kateřině z Čechtína. Nicméně již v roce 1464 proběhl spor, kdy třebíčský opat žaloval Hynka z Valdštejna o majetky v Chlumu. Desátek ze vsi však v roce 1465 získali Jeroným a Boček ze Zakřan. V roce 1490 pak Vilém z Pernštejna získal Chlum zpět do vlastnictví třebíčského kláštera, majitelé panství se však nevzdali nároků a dlouho se soudili s klášterem. V roce 1579 pak získal od Hynka z Brtnice a Valdštejna vesnici Smil Osovský z Doubravice. V roce 1613 byl evangelický kostel darován Kateřinou z Valdštejna obci. V roce 1785 pak byla znovu založena katolická farnost ve vsi, v témže roce byl také opraven původní kostel, následně byl opraven ještě v roce 1807 a 1840. V letech 1831 a 1832 v obci proběhly epidemie cholery, zemřelo celkem 9 občanů. Roku 1850 byl poprvé volen starosta. Škola byla postavena v roce 1848, následně pak přestavěna v roce 1882 a v roce 1881 také změněna na dvojtřídní školu, ta se po vzniku škol v Koutech, Radošově a Číchově se pak stal opět jednotřídkou.
Roku 1905 byla do vesnice přivedena silnice, která vedla z Koutů do Brtnice a v roce 1909 byl nedaleko vesnice postaven most přes řeku Jihlavu. Roku 1910 bylo rozhodnuto o postavení Větráku, hloubené studny, dokončen byla v roce 1913 a fungovala až do roku 1971. V roce 1919 byly v obci zasazeny stromy svobody. Roku 1929 byly do kostela pořízeny nové zvony a roku 1931 byla obec elektrifikována a v roce 1950 byl do obce zaveden telefon. Mezi roky 1957 a 1958 bylo v obci založeno JZD, roku 1973 pak byly sloučeny JZD v Chlumu, Koutech a Radošově, kdy tak vzniklo JZD Kouty. Roku 1976 pak byla zrušena škola. V roce 1983 byla postavena asfaltová silnice kolem Pavlovského mlýna směrem do Radošova. V roce 1993 byl postaven nový kulturní dům a v roce 1995 byl vyloupen kostel, ten byl posléze znovu vykraden v roce 2004. V téže roce byla obec plynofikována. V roce 2010 byl rekonstruován tzv. Větrák. V roce 2013 byla budova školy rekonstruována a slouží občanům obce a v patře je připravena hudební zkušebna.
Do roku 1879 spadal pod obec Chlum i Číchov a do roku 1960 i Horní Smrčné, to posléze správně spadalo pod Radošov. V roce 1980 byla obec Chlum začleněna pod Kouty, obec se znovu osamostatnila v roce 1989. V roce 1990 měl 12 domů a 75 obyvatel. Od roku 1950 měl 711 obyvatel (včetně Číchova), v roce 1991 měl 230 obyvatel.
Do roku 1849 patřil Chlum do třebíčského panství, od roku 1850 patřil do okresu Jihlava, pak od roku 1855 do okresu Třebíč. Mezi lety 1980 a 1990 patřil Chlum pod Kouty, následně se obec osamostatnila.
| Rok            | 1869 | 1880 | 1890 | 1900 | 1910 | 1921 | 1930 | 1950 | 1961 | 1970 | 1980 | 1991 | 2001 | 2011 | 2021 |
| -------------- | ---- | ---- | ---- | ---- | ---- | ---- | ---- | ---- | ---- | ---- | ---- | ---- | ---- | ---- | ---- |
| Počet obyvatel | 345  | 344  | 301  | 293  | 292  | 331  | 336  | 287  | 302  | 268  | 230  | 176  | 153  | 153  | 148  |
| Počet domů     | 50   | 53   | 54   | 53   | 54   | 54   | 56   | 62   | 63   | 61   | 54   | 60   | 62   | 65   | 64   |

## Politika
V letech 2006–2010 působil jako starosta Jiří Mašek, od roku 2010 do roku 2014 tuto funkci zastával Bohumil Zimola, od roku 2014 vykonává funkci starosty opět Jiří Mašek.

### Volby do Poslanecké sněmovny
|       | 2006                | 2010                | 2013               | 2017               | 2021               |
| ----- | ------------------- | ------------------- | ------------------ | ------------------ | ------------------ |
| 1.    | ČSSD (26,73 %)      | KSČM (20,58 %)      | KDU-ČSL (30,95 %)  | Piráti (18,88 %)   | SPOLU (27,58 %)    |
| 2.    | KDU-ČSL (25,74 %)   | KDU-ČSL (19,6 %)    | ČSSD (21,42 %)     | ANO (17,77 %)      | ANO (21,83 %)      |
| 3.    | ODS (15,84 %)       | TOP 09 (15,68 %)    | KSČM (16,66 %)     | KDU-ČSL (17,77 %)  | SPD (14,94 %)      |
| účast | 78,91 % (101 z 128) | 81,75 % (103 z 126) | 71,19 % (84 z 118) | 72,58 % (90 z 124) | 81,08 % (90 z 111) |

### Volby do krajského zastupitelstva
|      | 1.                       | 2.                | 3.                          | účast              |
| ---- | ------------------------ | ----------------- | --------------------------- | ------------------ |
| 2000 | 4KOALICE (41,66 %)       | KSČM (18,33 %)    | ČSSD (11,66 %)              | 47,36 % (63 z 133) |
| 2004 | KDU-ČSL (37,73 %)        | ODS (16,98 %)     | KSČM (16,98 %)              | 40,46 % (53 z 131) |
| 2008 | KSČM (31,94 %)           | ČSSD (26,38 %)    | KDU-ČSL (22,22 %)           | 56,69 % (72 z 127) |
| 2012 | ČSSD (30,18 %)           | KDU-ČSL (22,64 %) | KSČM (16,98 %)              | 46,77 % (57 z 124) |
| 2016 | KDU-ČSL (23,63 %)        | ČSSD (14,54 %)    | KSČM (14,54 %)              | 47,15 % (58 z 123) |
| 2020 | Piráti (16,66 %)         | ODS+STO (14,81 %) | KDU-ČSL (11,11 %)           | 46,55 % (54 z 116) |
| 2024 | ODS+TOP 09+STO (25,39 %) | ANO (25,39 %)     | SPD+Trikolora+PRO (11,11 %) | 55,65 % (64 z 115) |

### Prezidentské volby
V prvním kole prezidentských voleb v roce 2013 první místo obsadil Miloš Zeman (20 hlasů), druhé místo obsadil Jiří Dienstbier (17 hlasů) a třetí místo obsadil Zuzana Roithová (9 hlasů). Volební účast byla 62,60 %, tj. 77 ze 123 oprávněných voličů. V druhém kole prezidentských voleb v roce 2013 první místo obsadil Karel Schwarzenberg (44 hlasů) a druhé místo obsadil Miloš Zeman (39 hlasů). Volební účast byla 69,11 %, tj. 85 ze 123 oprávněných voličů.
V prvním kole prezidentských voleb v roce 2018 první místo obsadil Miloš Zeman (38 hlasů), druhé místo obsadil Jiří Drahoš (19 hlasů) a třetí místo obsadil Pavel Fischer (18 hlasů). Volební účast byla 82,11 %, tj. 101 ze 123 oprávněných voličů. V druhém kole prezidentských voleb v roce 2018 první místo obsadil Miloš Zeman (56 hlasů) a druhé místo obsadil Jiří Drahoš (48 hlasů). Volební účast byla 86,67 %, tj. 104 ze 120 oprávněných voličů.
V prvním kole prezidentských voleb v roce 2023 první místo obsadil Andrej Babiš (34 hlasů), druhé místo obsadil Petr Pavel (24 hlasů) a třetí místo obsadil Pavel Fischer (12 hlasů). Volební účast byla 83,04 %, tj. 93 ze 112 oprávněných voličů. V druhém kole prezidentských voleb v roce 2023 první místo obsadil Petr Pavel (49 hlasů) a druhé místo obsadil Andrej Babiš (40 hlasů). Volební účast byla 80,91 %, tj. 89 ze 110 oprávněných voličů.

## Pamětihodnosti
- Zbytky tvrze Bransouze
- Farní kostel svatého Václava
- Dům čp. 26[28]
- Fara[29]
- Venkovská usedlost čp. 24[30]
- Větrné čerpadlo z roku 1913

## Čestní občané
- Tomáš Garrigue Masaryk, čestné občanství uděleno v roce 1930[6]

## Galerie

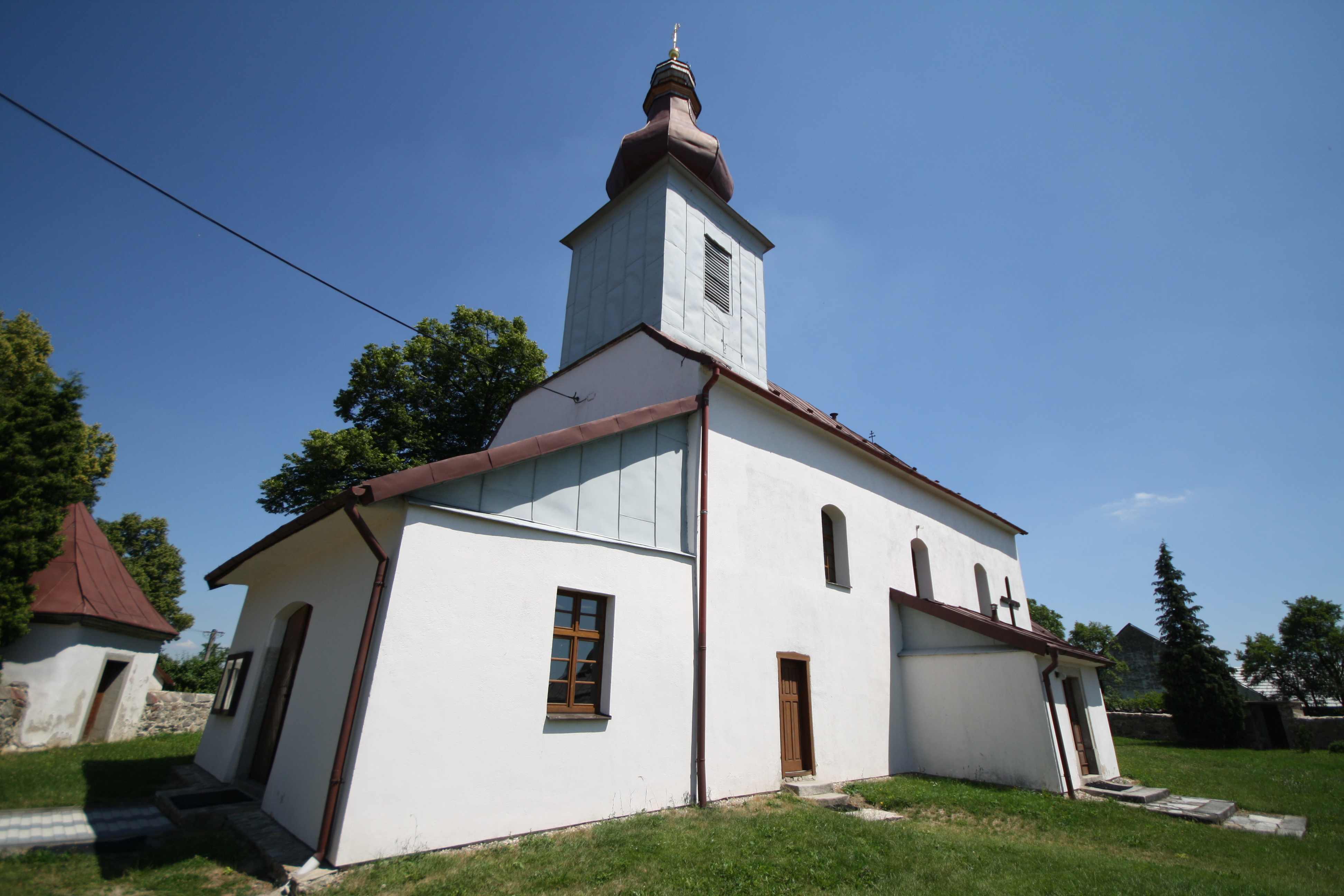
Kostel svatého Václava
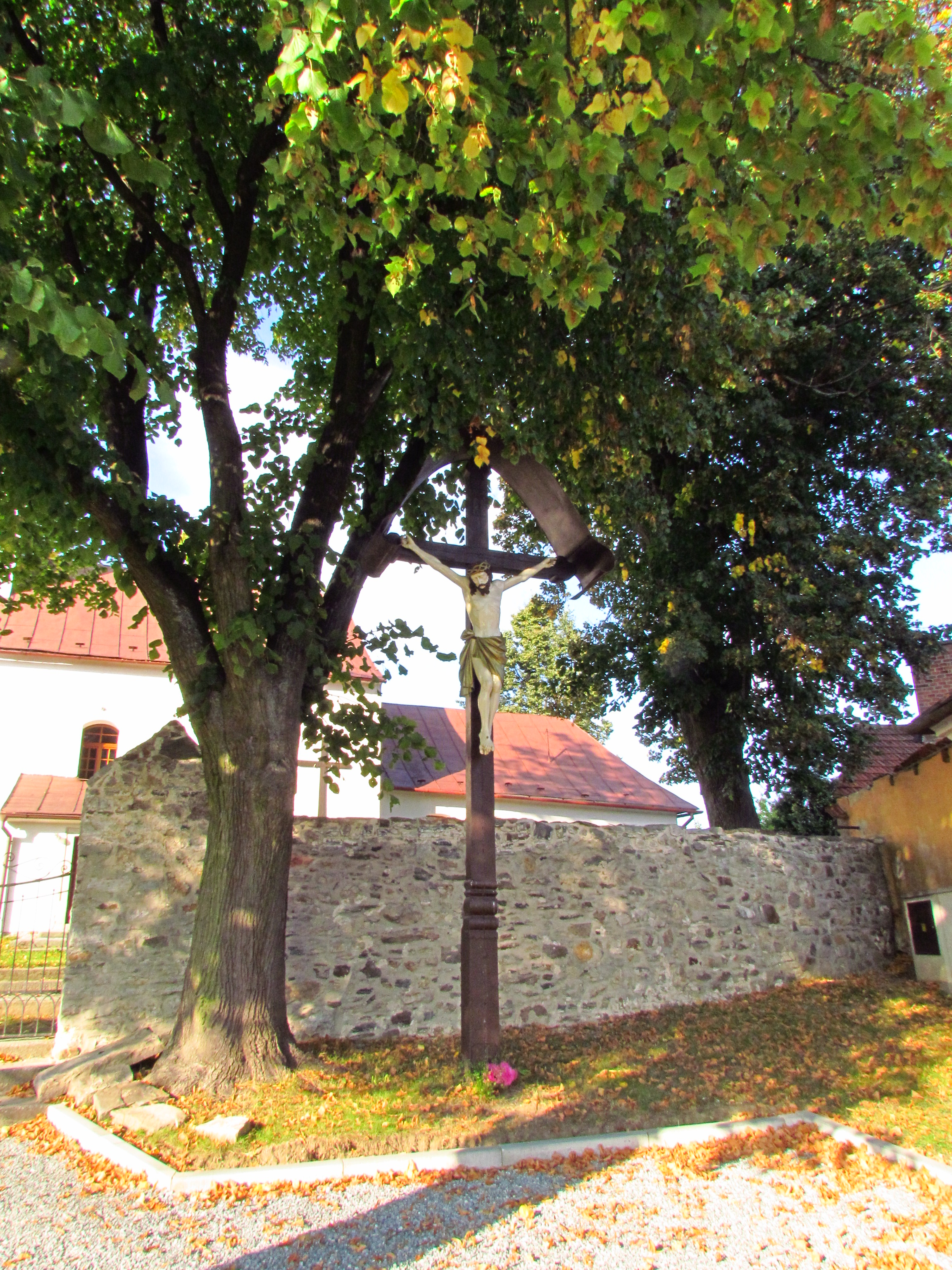
Kříž před kostelem
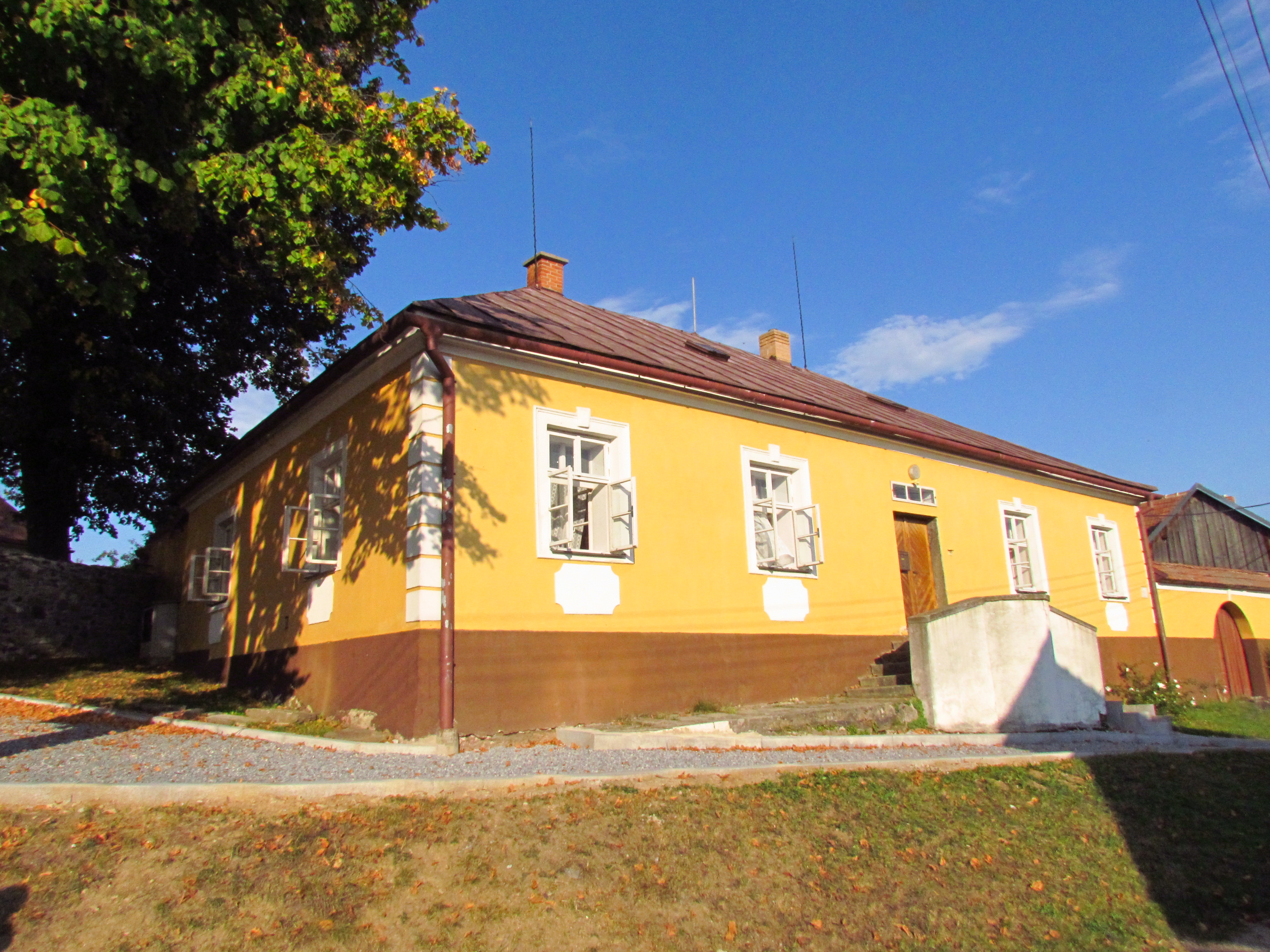
Fara
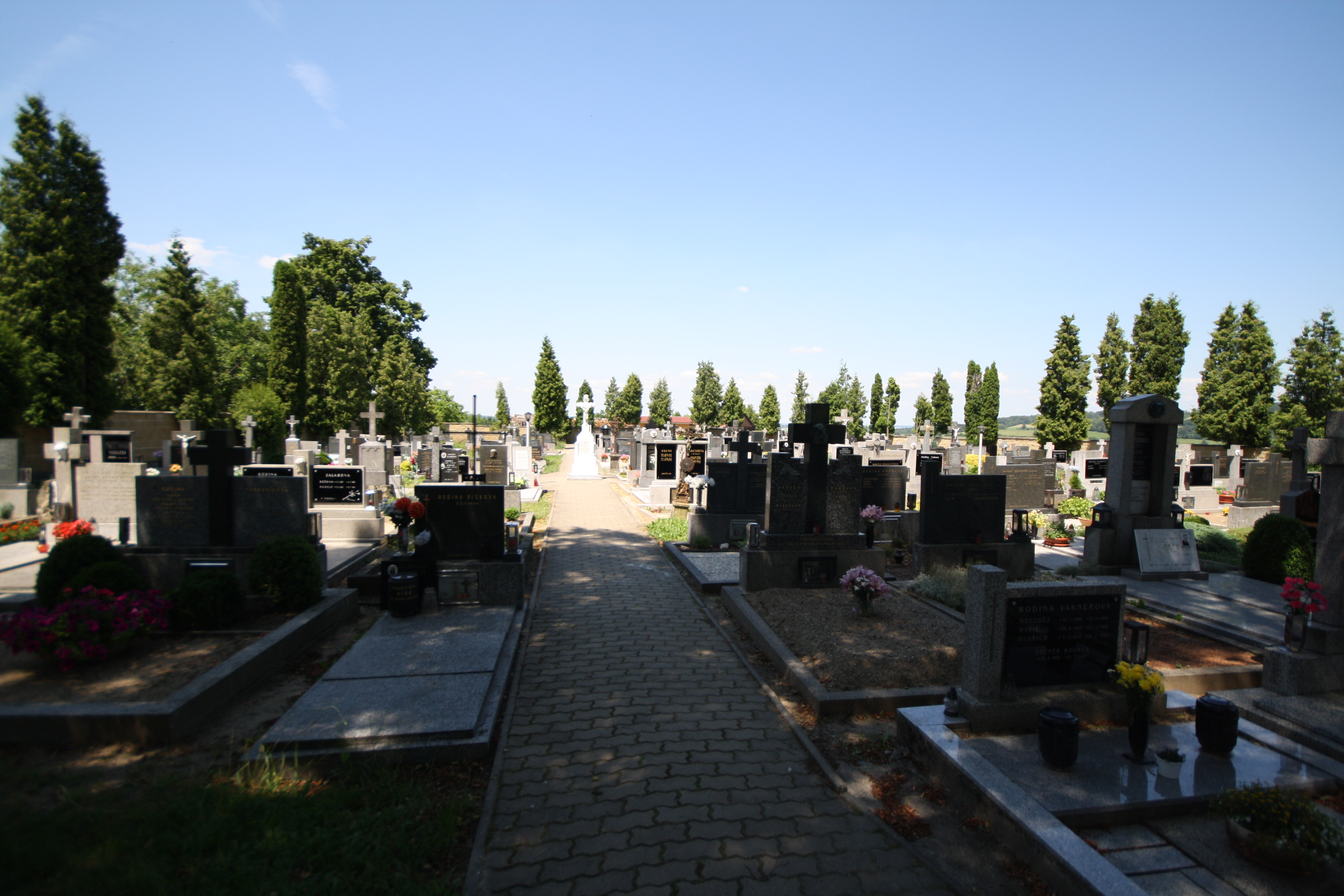
Hřbitov nedaleko kostela
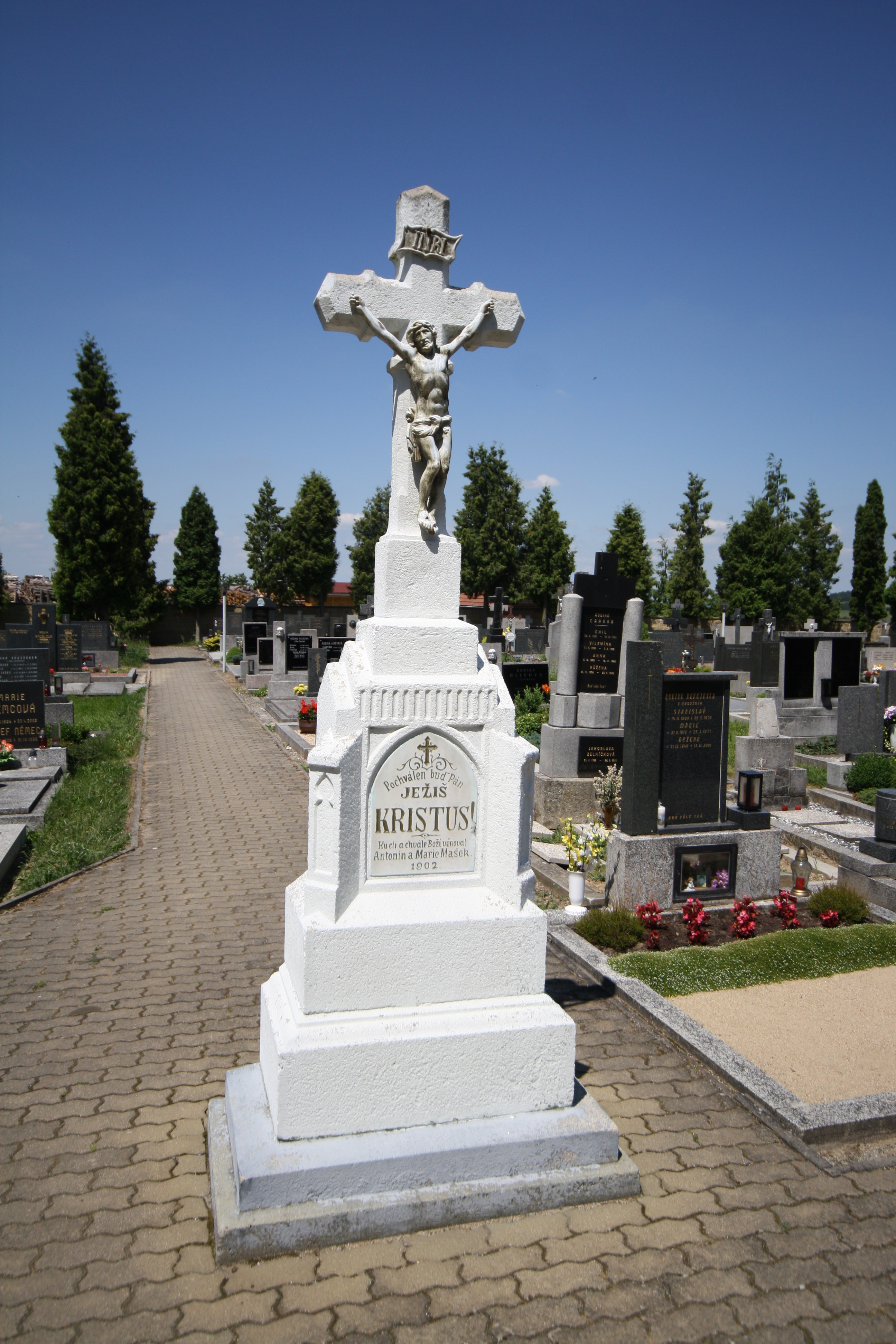
Ústřední kříž na hřbitově
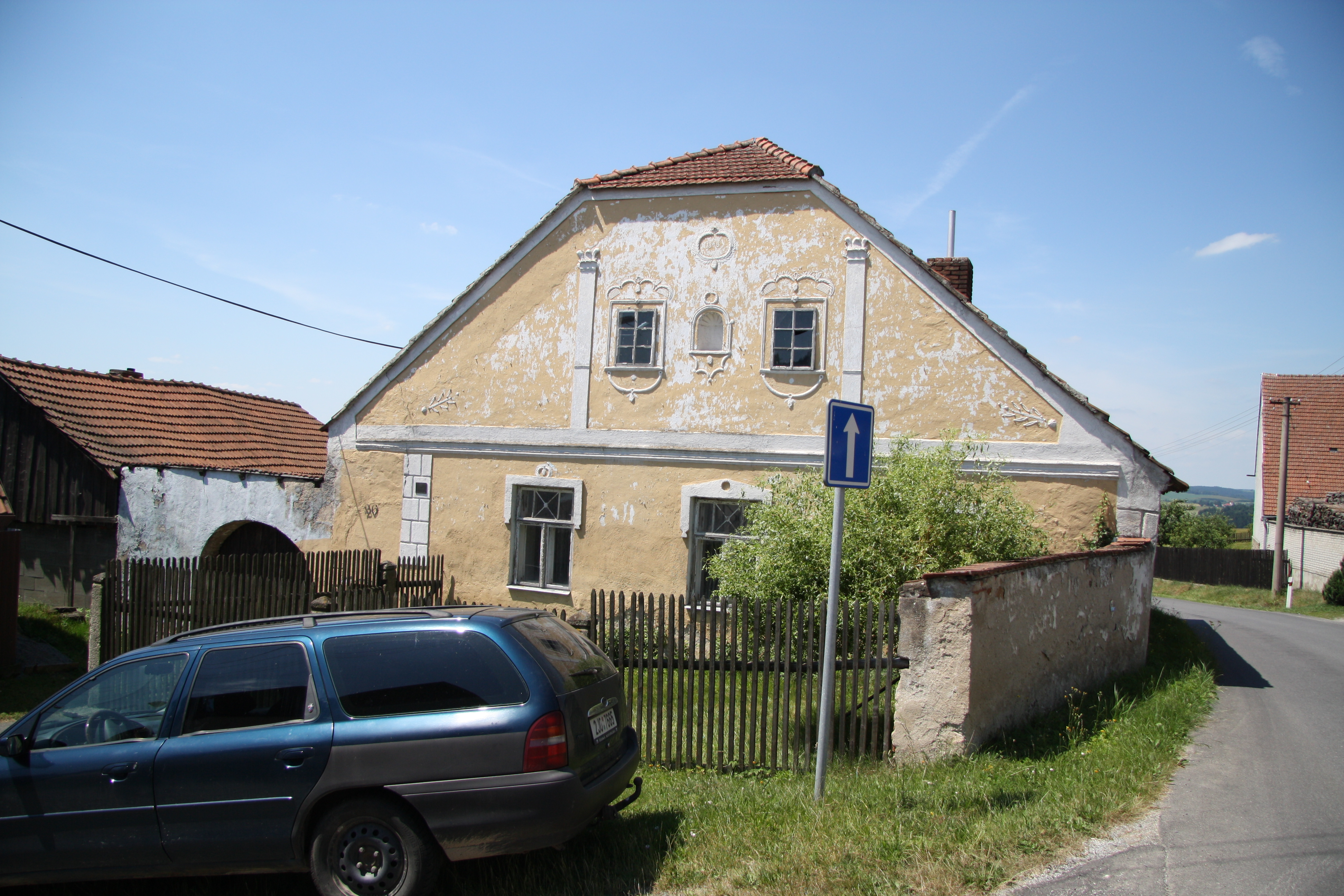
Historický dům čp. 26
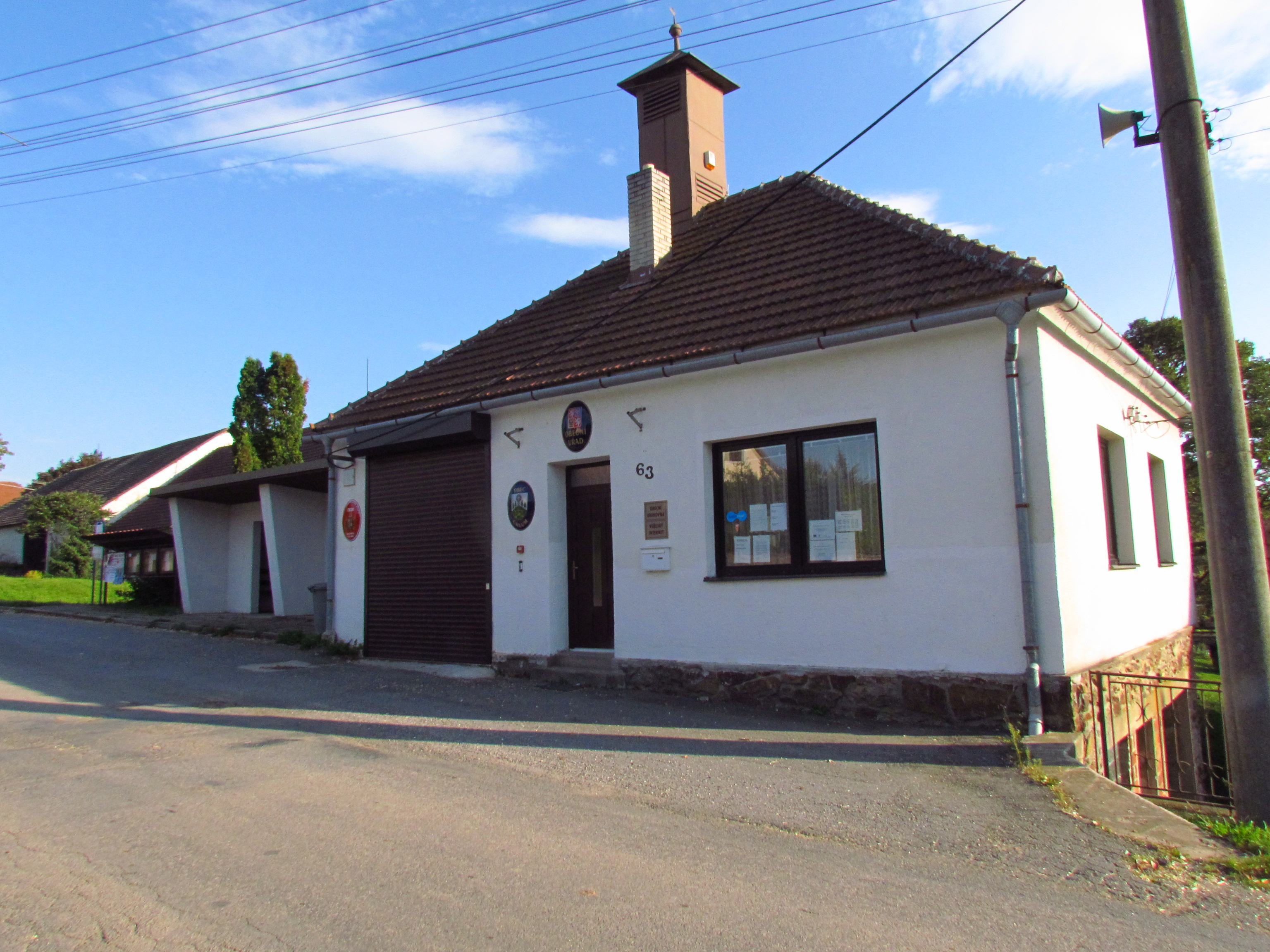
Požární zbrojnice
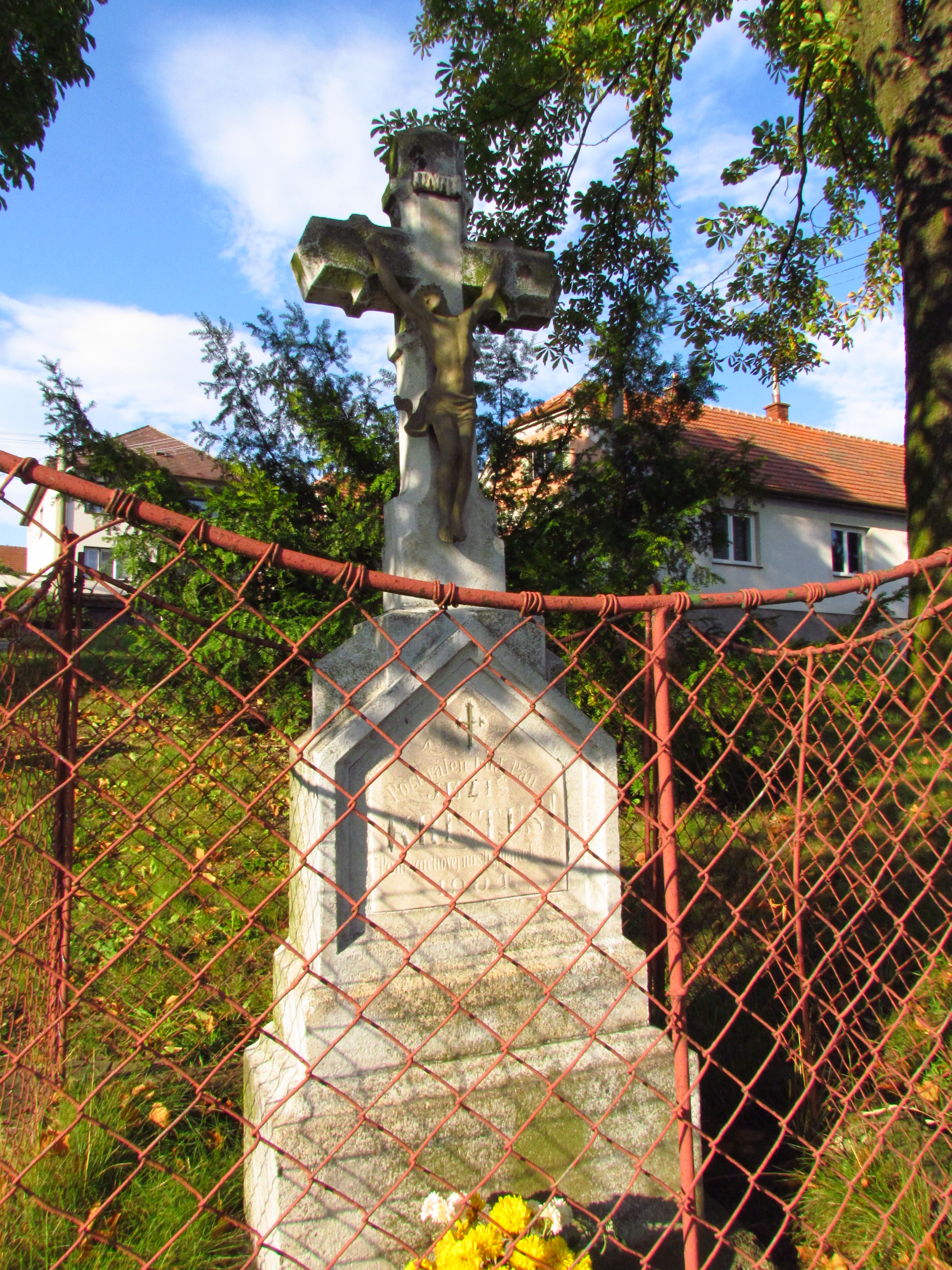
Kříž na návsi
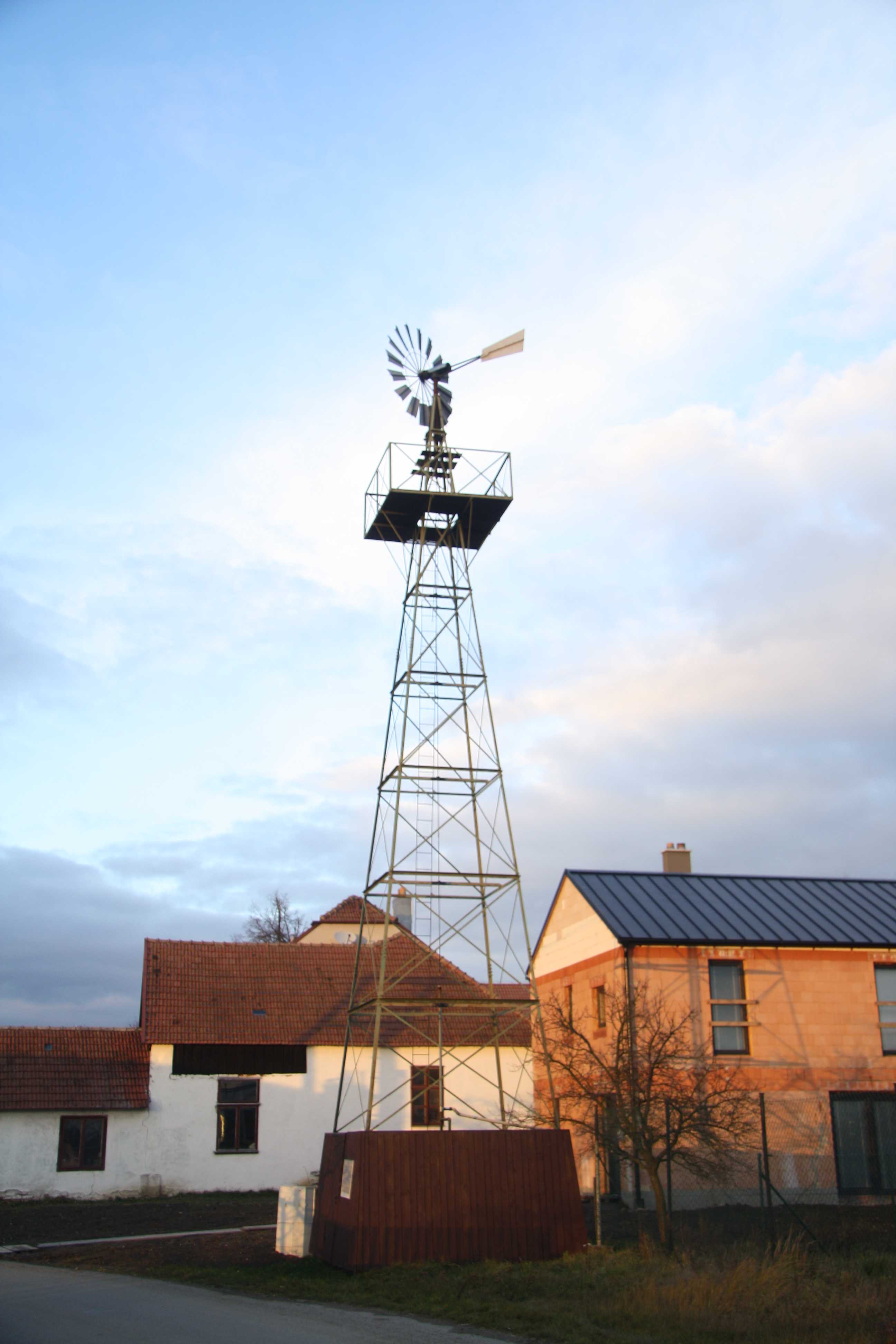
Větrné čerpadlo z roku 1913
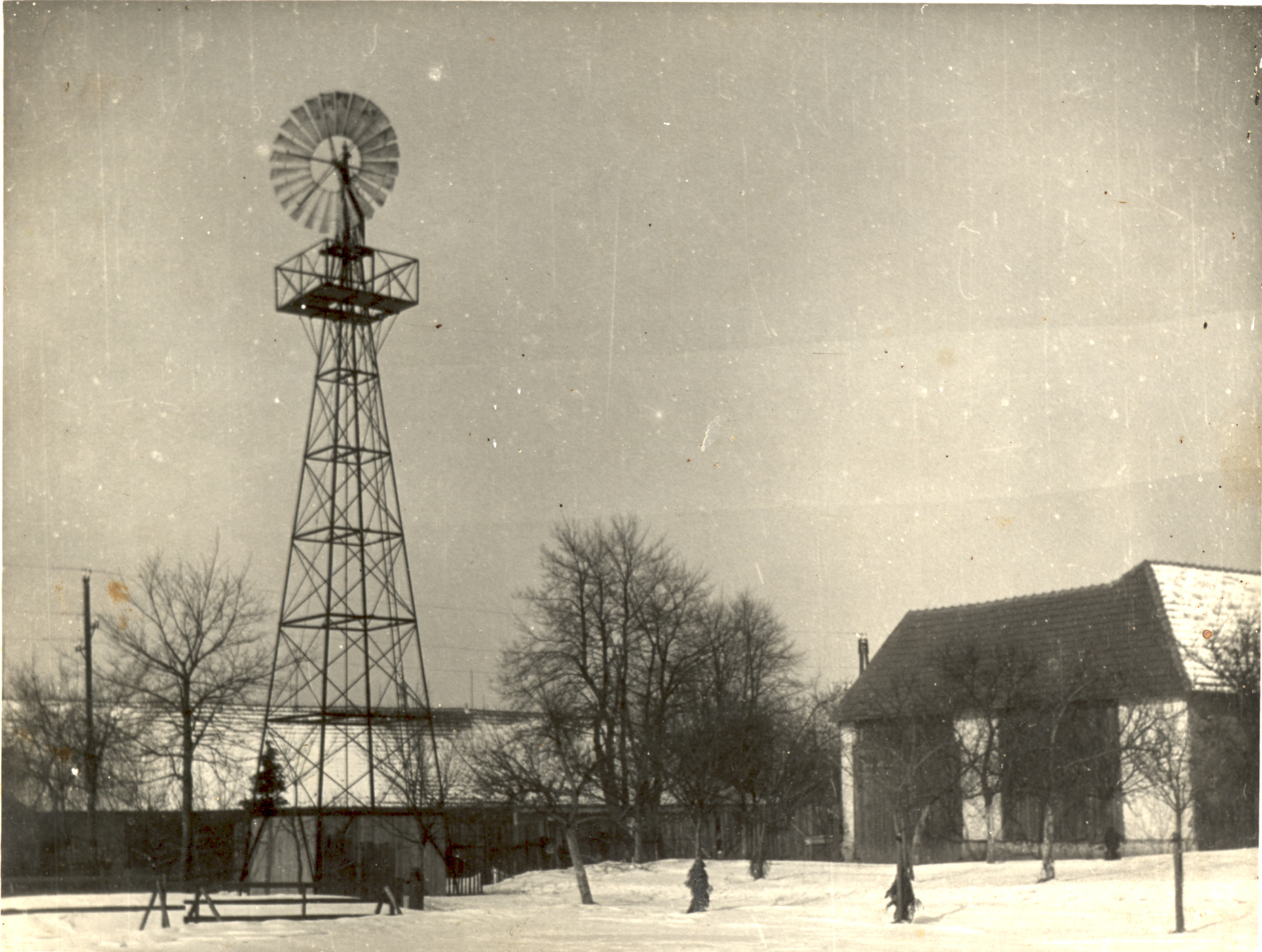
Historický pohled na větrné čerpadlo
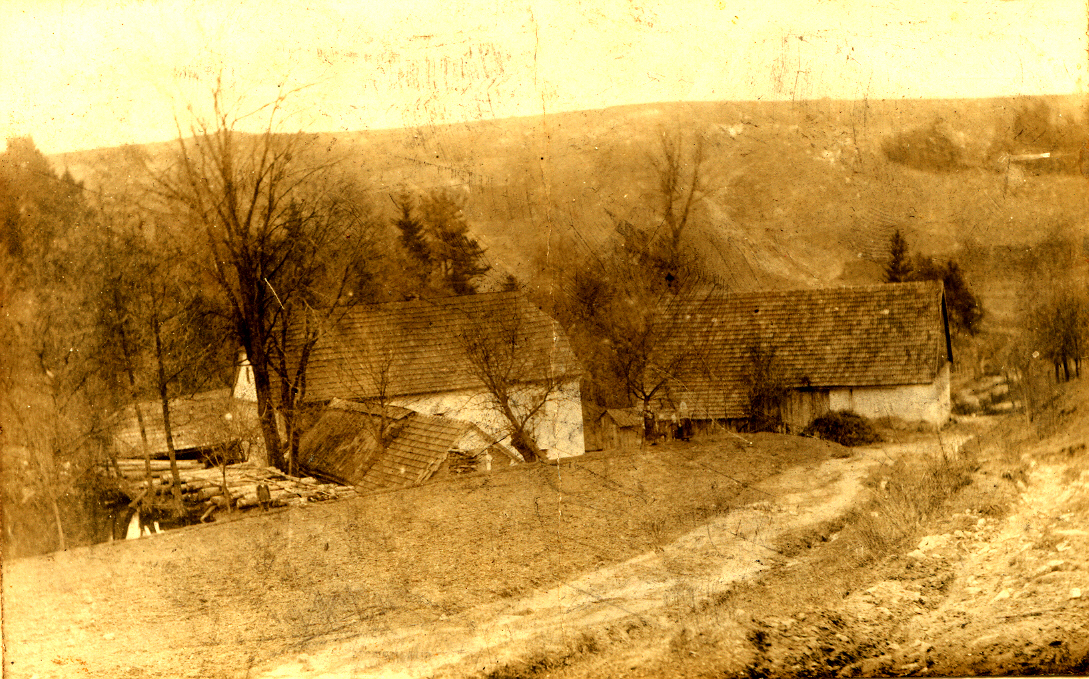
Pavlovský mlýn na Chlumském potoce
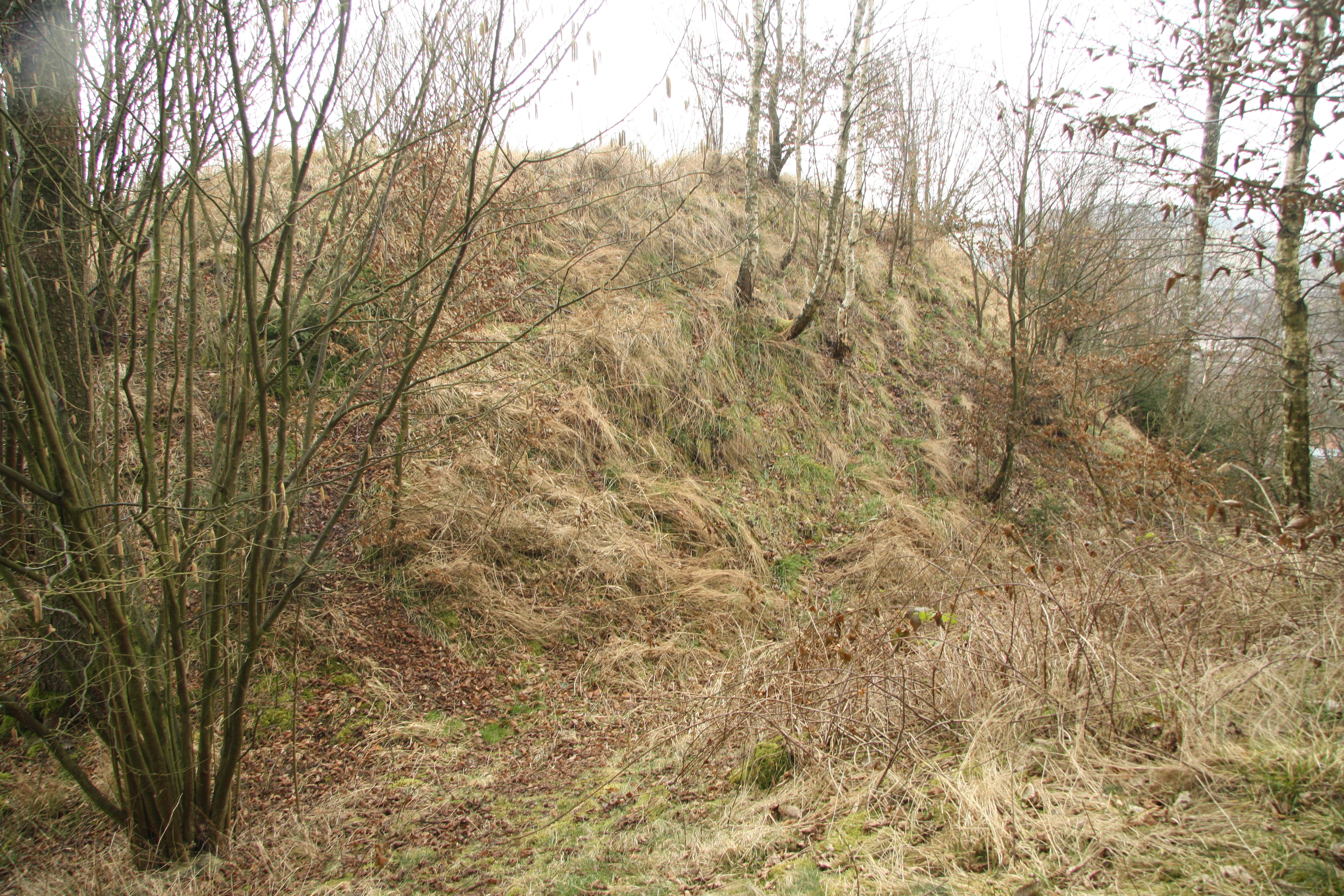
Zbytky tvrze Bransouze